# 走行性能
走行性能（そうこうせいのう）とは、主に鉄道車両や自動車の車両において、動力性能や、走行時の安定性、運動性、制動能力などについて総合的に加味した能力のことである。

## 概要
何をもって「走行性能」とするかという特定の定義は存在しない。
同じ用途（目的）で作られた機械のうち、直前の世代や同時期同士で比較することが多く、評価は相対的なものとなる。
一般的には、下記のさまざまな性能に言及し、論じることが多い。またこれら以外にも、さまざまに要素について走行性能の一言で括ることが多く、優れた走行性能についてさまざまな視点が存在する。
ジャイロスコープのデータやカメラ画像を用いて解析することが多い。

## 走行性能を構成する要素
- 直進安定性 : 100 km/h以下での場合と、100 km/h以上などでの高速安定性に分けることが出来る。
- 加速性能 : 0 - 100 km/h（発進加速）の時間や、SS 1/4マイル（0 - 400 m：ゼロヨン）や0 - 1,000 m（発進加速）の時間、40 - 60 km/h、80 - 120 km/h、100 - 200 km/hなどでの追い越し（中間加速）時間など。
- 最高速度 : 最大ピーク速度のほか、特定の区間での区間平均速度など。
- ハンドリング : カーブを曲がる時などに、ハンドルの舵角に対してのボディーの追従性（ヨーイングの大小や収束具合）など。
- ブレーキング : 乾いた路面のほか、濡れた路面や、アイスバーン、左右で摩擦係数が異なる（スプリットμ）路面などでの制動距離と停止するまでの車体のふら付き・横滑りの度合いなど
- 登坂能力 : 急な上り坂や、砂利・土泥などの斜面を上る（トラクション）能力。
- 悪路走破性 : 道なき道を走る能力。
- 燃料消費率 : ガソリン、軽油、電気などのエネルギー資源をどの程度消費するかというほかに、価格などを加味した経済的な視点、継続走行時間などを加味した能力などがある。
- 環境性能 : 排出ガスの清浄度や車外騒音など。